# Mi otro Jon
Mi otro Jon es una película española de género comedia dramática y esta dirigida por Paco Arango.

## Sinopsis
Merche (Carmen Maura) recibe la mala noticia de que le queda poco tiempo de vida. Por ello decide cumplir los sueños imposibles de sus tres mejores amigas (Marisol Ayuso, María José Alfonso, María Luisa Merlo). Por último, también quiere cumplir el suyo: ver el mar por última vez visitando la isla de La Palma. Su delicada situación de salud le impide viajar, pero una brillante científica (Aitana Sánchez-Gijón) le ofrece una solución. Introducirá el alma de Merche dentro del cuerpo de un recién fallecido durante tres días, para que así pueda cumplir su sueño. Ese cuerpo es el de Jon (Fernando Albizu), un grandullón camionero vasco. Así que Merche “disfrutará” de sus últimos días con su hija (Olivia Molina) en la isla canaria.

## Reparto
- Carmen Maura como Merche
- Fernando Albizu como Jon
- Olivia Molina como Rocío
- Carlos Santos como Mark
- Miguel Rivera como Ander
- Daniela Casas como Gabriela
- María José Alfonso como Cristina
- María Luisa Merlo como Paula
- Marisol Ayuso como Sofía
- Enrique Villén como Fabio (Científico)
- Aitana Sánchez-Gijón como María Luisa (Científica)
- Macarena Gómez como Magali
- Ana Obregón como Belinda Valverde
- Paco Arango como Manolo (Funeraria)
- Ninton Sánchez como Ninton Sánchez
- Alfonso Desentre como mendigo